# 왕언거
왕언거(왕은가,중국어 간체자: 王恩哥, 1957년 1월 ~)는 중화인민공화국의 전 대학 교장이다.
랴오닝성 선양시 출신으로 랴오닝 대학을 졸업하고 베이징 대학에서 이학 박사 학위를 취득한 뒤 교직원으로 근무하였으며 베이징대를 총괄하는 교장 직에 올랐다. 2015년 2월 베이징 대학의 대학 기업과 베이징 대학 공청단 계파 조직의 정경 유착 부패 조사에 이어 중국 옛 시기의 개신교 명문 종합 사립 대학이자 기폐교한 연경 대학 역사를 베이징 대학에 편입시켜 연경 대학으로 국제적으로 위장 행세를 해서 부당한 이익을 취하고자 모의해 온 이른바 연경 역사 편입 공정을 리커창, 링지화, 후춘화, 리위안차오, 주산루, 쑨정차이, 린젠화, 리이닝, 루하오, 루이청강 등 베이징 대학 공청단 출신 및 그 정객들과 모의해 추진해오다가 물의를 일으키고 베이징 대학 학내 교수의 성추행 사건까지 뒤따르자 중화인민공화국 교육부와 중국공산당 중앙기율검사위원회의 조사를 받고 동 대학 교장 직에서 경질되었고 과학원 부원장(총 10명)에 격하되었다.